# Питерсон, Лаки
Лаки Питерсон (англ. Lucky Peterson; 13 декабря 1964, Буффало, Нью-Йорк — 17 мая 2020, Даллас) — американский певец, автор песен, выступал в жанрах современного блюза, ритм-энд-блюз, госпел и рок-н-ролл. Музыкальный журналист Тони Рассел в своей книге «Блюз — от Роберта Джонсона до Роберта Крея» (The Blues — From Robert Johnson to Robert Cray) писал, что Питерсон был единственным блюзовым исполнителем, который мог выступать на национальном телевидении в коротких штанах.

## Биография
Отец Питерсона, блюзмен Джеймс Питерсон, владел ночным клубом в Буффало под названием The Governor’s Inn. Клуб регулярно посещали известные исполнители блюза, такие как Вилли Диксон. Диксон увидел, как пятилетний Лаки Питерсон выступает в клубе и, по словам Питерсона, «взял меня под своё крыло». Спустя несколько месяцев Питерсон выступил на Tonight Show, Шоу Эда Салливана и What My Line? Миллионы людей смотрели, как Питерсон поет «1-2-3-4», кавер-версию «Please, please, please» Джеймса Брауна. В то время Питерсон сказал, что «это написал его отец». Примерно в это же время он записал свой первый альбом « Наше будущее: 5-летний Лаки Питерсон» (Our Future: 5 Year Old Lucky Peterson) для Today / Perception Records и появился в общественном телешоу Soul!.
Будучи подростком, Питерсон учился в Академии изобразительных и исполнительских искусств Буффало.

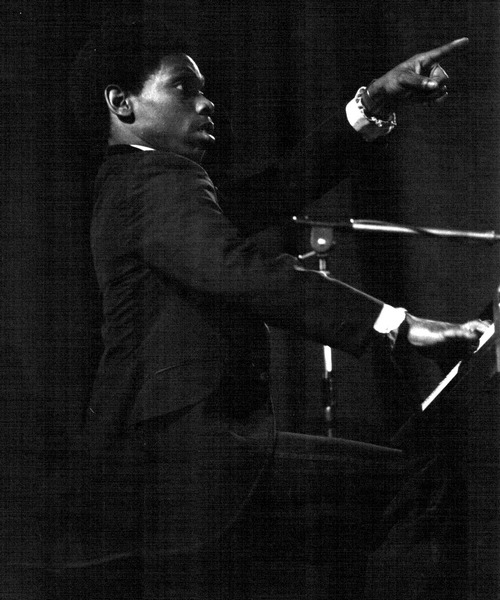
Лаки Питерсон в 1984 году

## Личная жизнь
Питерсон жил в Далласе, штат Техас, выступая по всему миру. У него было четверо детей. Умер 17 мая 2020 года в Далласе в возрасте 55 лет.

## Дискография

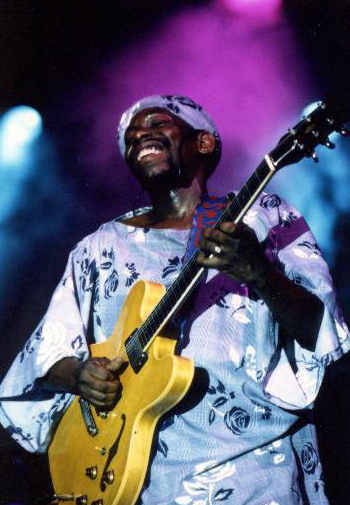
Лаки Питерсон на Национальном блюзовом фестивале Le Creusot в 1994 году

- 1969: Our Future: 5 Year Old Lucky Peterson — Today TLP-1002
- 1972: The Father, The Son, The Blues (with James Peterson) — Today TLP-1011
- 1984: Ridin' — Evidence 26033; originally issued on Isabel 900.519 [LP] and IS-919.2 [CD].
- 1989: Lucky Strikes! — Alligator 4770
- 1991: Triple Play — Alligator 4789
- 1993: I’m Ready — Verve 517513
- 1994: Beyond Cool — Verve 521147
- 1996: Lifetime — Verve 531202
- 1996: Spirituals & Gospel: Dedicated to Mahalia Jackson (with Mavis Staples) — Verve 533562
- 1998: Move — Verve 537897
- 1999: Lucky Peterson — Blue Thumb/Verve 547433
- 2001: Double Dealin' — Blue Thumb/Verve 549475
- 2003: Black Midnight Sun — Dreyfus 36643
- 2004: If You Can’t Fix It (with James Peterson) — JSP 8816
- 2006: Lay My Demons Down (with Tommy McCoy) — Blues Boulevard 250232; originally issued on Green Swamp.
- 2007: Tête à Tête (with Andy Aledort, Larry McCray) — JSP 8805
- 2009: Organ Soul Sessions — Emarcy/Universal (France) 5313798 [3-CD set]; also available individually as Brother Where Are You? (5313801), Mercy (5313800), and The Music is the Magic (5313799).
- 2009: Darling Forever (with Tamara Peterson) — JSP 8814
- 2010: Heart of Pain — JSP 8824
- 2010: You Can Always Turn Around — Dreyfus 36967
- 2011: Every Second a Fool is Born — JSP 8831
- 2012: Live at the 55 Arts Club Berlin (with Tamara Peterson) — Blackbird Music 201209 [2CD]
- 2013: Whatever You Say (with Tamara Peterson) — JSP 8848
- 2014: I’m Back Again — Blues Boulevard 250357 (a single disc compilation of the 55 Arts Club set)
- 2014: The Son of a Bluesman — Jazz Village 570035
- 2014: Travelin' Man — JSP 8854
- 2015: July 28, 2014: Live in Marciac — Jazz Village 570076
- 2016: Long Nights — JSP 3001
- 2017: What Have I Done Wrong: The Best of the JSP Studio Sessions — JSP 3009 (compilation)
- 2017: Tribute to Jimmy Smith — Jazz Village 570135
- 2019: 50 — Just Warming Up! — Jazz Village